# 亞歷山大·武契奇
亞歷山大·武契奇（發音：[aleksǎːndar ʋǔtʃitɕ]；1970年3月5日—），塞尔维亚政治人物，自2017年起任塞尔维亚总统。武契奇是塞尔维亚前进党的创始成员，2012年至2023年曾任前进党领袖。他亦曾于2012年至2014年任第一副总理，2014年至2017年任塞尔维亚总理。
武契奇出生于贝尔格莱德，畢業於貝爾格萊德大學法律學院，获得律师学位。武契奇于1993年开始其政治生涯，当时他是塞尔维亚国民议会极右翼塞尔维亚激进党的成员。1995年，任激进党秘书长。1998年，被任命为米尔科·马里亚诺维奇政府的信息部部长。在担任部长期间，武契奇对记者采取了限制措施，并禁止外国电视网络播出，直到2000年斯洛博丹·米洛舍维奇被推翻。2000年后，武契奇成为塞尔维亚反对派中最杰出的人物之一。武契奇与托米斯拉夫·尼科利奇一起离开激进党，并于2008年共同创立塞尔维亚前进党，最初担任副主席。2012年选举中，塞尔维亚社会党成为第一大党，并很快与前进党组成政府，武契奇被任命为塞尔维亚第一副总理，并当选塞尔维亚前进党主席。
尽管武契奇不是总理，但他作为政府中最大政党的领导人，拥有最大的影响力和权力。他是科索沃和塞尔维亚政府合作和欧盟调解对话的关键人物之一，主张执行《布鲁塞尔协定》以实现两国关系正常化。武契奇于2014年出任总理，建立了一党独大体制。他通过私有化国有企业和经济自由化，继续推进塞尔维亚加入欧盟的进程。2017年，武契奇当选塞尔维亚总统，后于2022年再次当选。
武契奇在总统任内发起由三个国家组成的“开放巴尔干”经济区计划，其旨在保障“四大自由”，并于2020年9月签署协议，使塞尔维亚与科索沃的经济关系正常化。作为一名民粹主义政治人物，武契奇支持塞尔维亚加入欧盟，但也希望与俄罗斯和中国保持良好关系。观察人士将武契奇的统治描述为独裁、专制或不自由的民主政权，理由是新闻自由受到限制，公民自由受到削弱。而对武契奇执政表现持肯定态度的人强调经济增长和务实、平衡政策的追求。而欧美学者评价武契奇为“矛盾体”，原因是他主张塞尔维亚“西化”并加入欧盟，又坚持民族主义，同时与俄罗斯、中国保持友好关系。

## 早年经历与教育
武契奇出生于贝尔格莱德，父母分别是安德尔科·武契奇和安吉丽娜·米洛瓦诺夫，其弟名为安德烈·武契奇。
武契奇的父系祖先来自波斯尼亚中部布戈伊诺附近的契普尔伊奇。他们在第二次世界大战期间被克罗地亚法西斯分子（乌斯塔沙）驱逐，并定居在贝尔格莱德附近，他的父亲出生于此。武契奇曾自述，其祖父安杰尔科和其他数十名近亲被乌斯塔沙杀害。
武契奇的母亲出生于伏伊伏丁那的贝切伊。父母皆毕业于经济学系。其父亲是一名经济学家，母亲是一名记者。
武契奇在新贝尔格莱德成长，小学就读于布兰科·拉迪切维奇小学，后来又在泽蒙的一所文理中学就读，大学毕业于贝尔格莱德大学法学院。毕业后，武契奇在英国布莱顿学习英语，并在伦敦做了一段时间的生意。回到南斯拉夫后，他在波黑的帕莱担任过记者，曾采访政治人物拉多万·卡拉季奇，还曾与拉特科·姆拉迪奇将军下棋。武契奇年轻时是贝尔格莱德红星队的球迷，曾多次观看该队比赛，包括1990年5月13日一度发生骚乱的萨格勒布迪纳摩队对阵贝尔格莱德红星队的比赛。在波斯尼亚战争期间，武契奇亲戚的住处被摧毁。

## 政治生涯
武契奇于1993年加入极右翼政党塞尔维亚激进党，其核心意识形态基于塞尔维亚民族主义和建立大塞尔维亚的目标。1993年选举中，武契奇当选国民议会议员。两年后，武契奇担任塞尔维亚激进党总书记。作为激进党的志愿者之一，武契奇曾探访守卫萨拉热窝的军队。1996年，武契奇所在政党在泽蒙赢得地方选举后，他担任平基体育馆的主任。

### 信息部部长（1998年-2000年）
1998年3月，武契奇被任命为米尔科·马里亚诺维奇政府的信息部长。学界认为武契奇是塞尔维亚世纪之交媒体政策制定的关键人物。随着对米洛舍维奇的不满情绪高涨，武契奇出台规定，对批评政府的记者处以罚款，并禁止外国电视网络播出。2014年，武契奇回忆道这是一个错误并已改过，表示“我并不羞于承认我所有的政治错误”。
在此期间，塞尔维亚媒体被指控传播塞尔维亚民族主义宣传，妖魔化少数民族，使塞族人对他们的暴行合法化。1998年，政府通过20世纪末欧洲最严格的媒体法，设立了一个特别轻罪法庭来审理违法行为。法庭有权处以高额罚款，若不立即支付还可以没收财产。塞尔维亚媒体受到政府的严厉压制，外国媒体被视为“外国势力”和“间谍”。人权观察报告称，五名独立报纸编辑被指控传播错误信息，因为他们将在科索沃死亡的阿尔巴尼亚人称为“人民”而不是“恐怖分子”。1998年9月底和10月初，北约部队威胁要干预科索沃，政府对独立媒体的打压愈演愈烈。此外，政府还直接控制国营广播电台和电视台，为大多数民众提供新闻。1999年3月北约轰炸南斯拉夫后，武契奇召集贝尔格莱德所有编辑开会。印刷媒体被命令将所有副本提交给该部批准，并且只允许发布官方声明和来自媒体的信息，这些媒体要么受国家控制，要么实行彻底的自我审查。武契奇还命令所有北约国家的记者离开该国。

### 从激进党党员到前进党党员

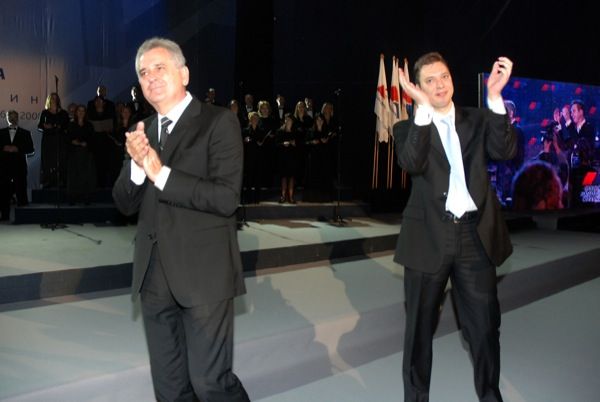
2008年，武契奇和托米斯拉夫·尼科利奇出席塞尔维亚进步党成立大会

托米斯拉夫·尼科利奇是激进党副领导人，由于沃伊斯拉夫·舍舍利缺席而担任事实上的临时领导人，于2008年9月6日辞职，原因是他与舍舍利在该党支持塞尔维亚加入欧盟的问题上存在分歧。他与其他一些知名的激进党成员一起组建了一个新的议会俱乐部，名为“Napred Srbijo!”（塞尔维亚前进！）。2008年9月12日，尼科利奇及其团队在激进党领导会议上被正式逐出激进党。武契奇作为秘书长被要求参加这次会议，但他没有出席。托米斯拉夫·尼科利奇宣布他将组建自己的政党，并邀请武契奇加入。武契奇是激进党支持者中最受欢迎的人物之一，他于2008年9月14日从激进党辞职。次日，武契奇宣布暂时退出政坛。
2008年10月6日，武契奇在一次电视采访中确认，他将加入新成立的尼科利奇领导的塞尔维亚前进党，并担任该党的副主席。随后他似乎改变了立场。2010年，武契奇发表了“斯雷布雷尼察发生了可怕的罪行”等言论，并表示他对犯下这一罪行的塞尔维亚人感到“羞耻”。2012年，他在接受法新社采访时表示“我不隐瞒我已经改变的事实……我为此感到自豪。”“我错了，我以为我在为国家尽最大努力，但我看到了结果，我们失败了，我们必须承认这一点。”

### 国防部部长、第一副总理（2012年-2014年）
武契奇曾于2012年7月至2013年8月短暂担任国防部长和第一副总理，后在内阁改组中辞去国防部长一职。尽管总理伊维察·达契奇拥有政府首脑的正式权力，但许多分析人士认为，作为执政联盟和议会中最大政党的领导人，武契奇在政府中拥有最大的影响力。

### 总理（2014年-2017年）

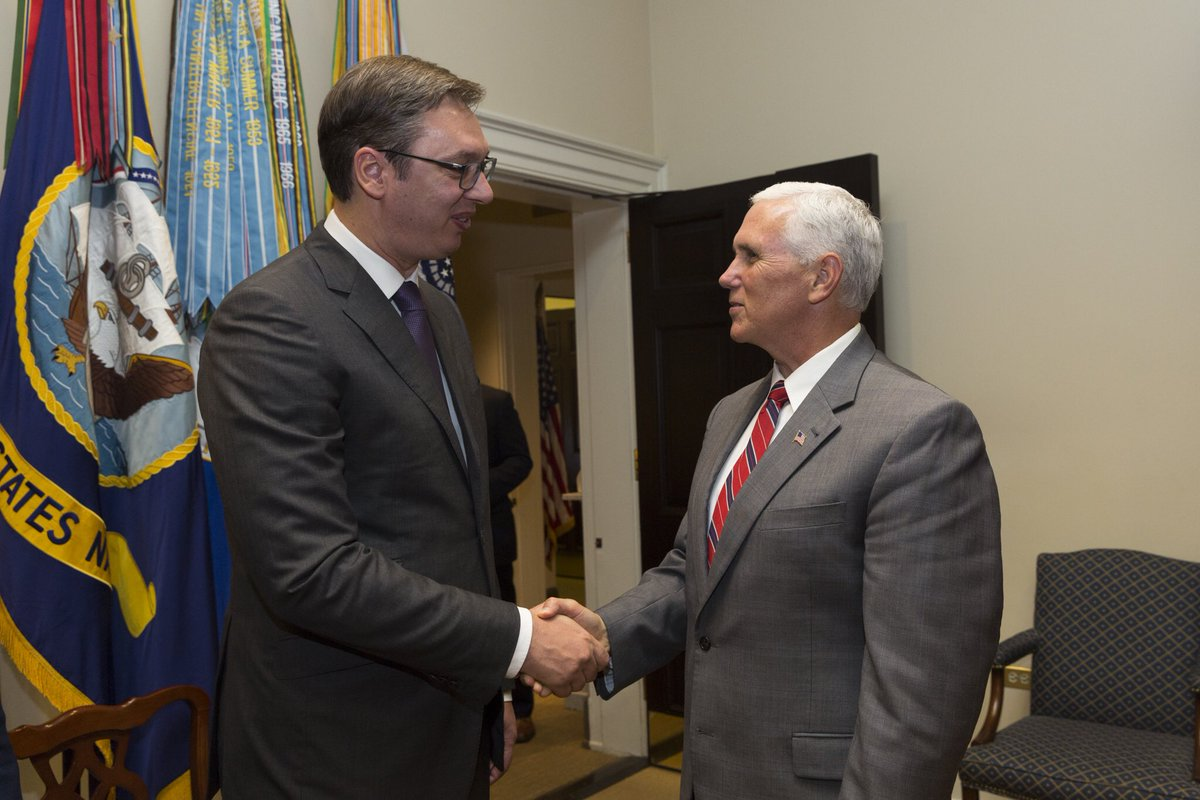
2017年，武契奇与美国副总统迈克·彭斯握手

2014年塞尔维亚国会选举中，武契奇领导的塞尔维亚前进党赢得议会250个席位中的158个，与塞尔维亚社会党组成执政联盟，武契奇当选塞尔维亚总理。
2016年，在执政党塞尔维亚前进党的一次党代会上，武契奇宣布提前举行大选，他表示“希望确保国家统治稳定，当前政治方向将继续下去，包括争取加入欧盟的努力。”3月4日，塞尔维亚总统托米斯拉夫·尼科利奇解散议会，计划于4月24日提前举行选举。以武契奇的前进党为核心的执政联盟获得了48.25%的选票。尽管赢得的席位少于2014年的议会选举，武契奇的塞尔维亚进步党仍保留了议会多数席位。以塞尔维亚进步党为核心的联盟赢得131个席位，其中98个属于前进党。

### 2017年总统选举

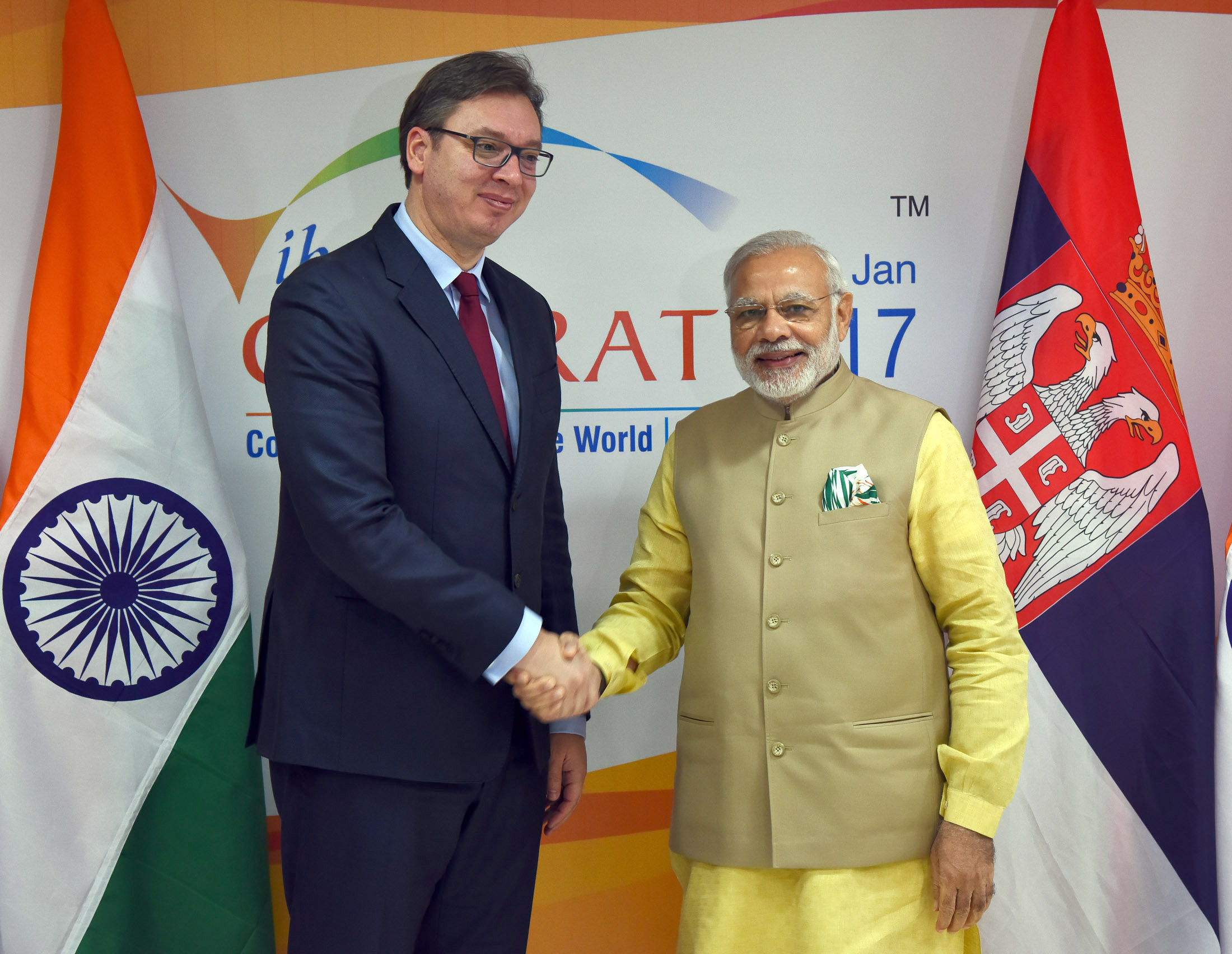
2017年，武契奇与印度总理纳伦德拉·莫迪

武契奇于2017年2月14日宣布参加总统选举，尽管此前他曾表示不会参选。最初有人猜测托米斯拉夫·尼科利奇也会参选，但尼科利奇支持武契奇和执政党进步党。武契奇在第一轮选举中获胜，获得了56.01%的选票。独立候选人萨沙·扬科维奇以16.63%的得票率位居第二，领先于讽刺政治家卢卡·马克西莫维奇和前外交部长武克·耶雷米奇。
CeSID进行的一项民意调查显示，武契奇的支持者中，相当一部分是退休人员（41%），其中绝大多数（63%）拥有中学学历，而21%的人甚至没有高中学历。

### 总统（2017年至今）

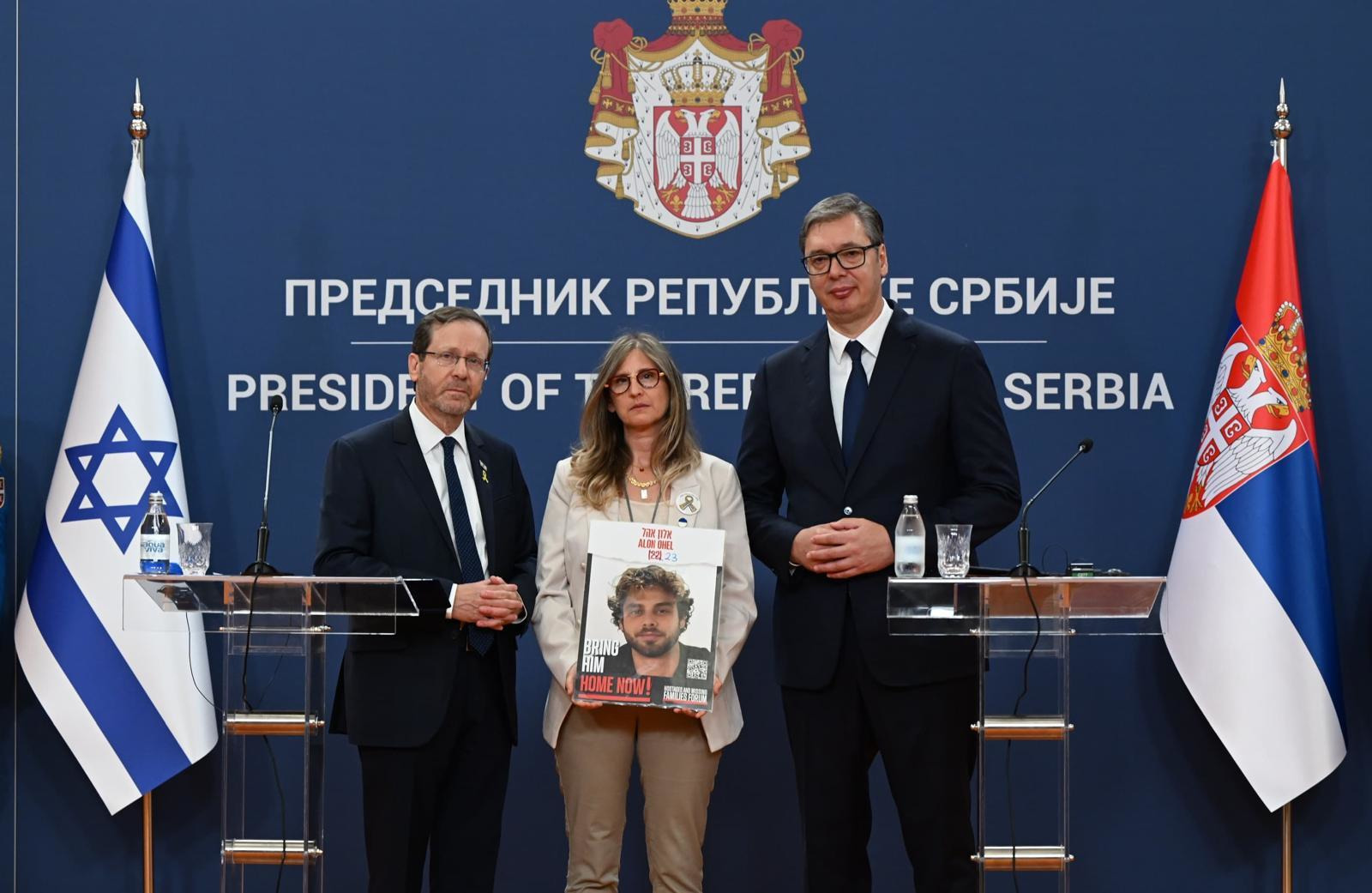
以色列总统伊萨克·赫尔佐格、塞尔维亚总统亚历山大·武契奇和被绑架到加沙的阿隆·奥赫尔的母亲伊迪特·奥赫尔，摄于2024年9月

选举结果引发了塞尔维亚各地的抗议活动。数千名抗议者指责武契奇带领国家走向独裁主义。抗议者通过社交媒体组织集会，坚称他们与任何政党或政客无关，并要求彻底改革他们所谓的“为武契奇先生领导的精英服务的腐败政治、商业和媒体系统”。武契奇坚称抗议活动是由他的政治对手组织的，他们希望“独裁者会把警察带到街头”。
然而，武契奇于5月31日在国民议会宣誓就任塞尔维亚总统。他承诺将继续改革，并表示塞尔维亚将继续走欧洲道路。武契奇还表示，塞尔维亚将保持军事中立，但将继续与北约和俄罗斯建立伙伴关系。
就任总统后，武契奇解散了负责总统保护的传统警察安全部门，取而代之的是“眼镜蛇”军事警察部队成员。该部队违反法律，在武契奇2014年至2017年担任总理期间为总统提供保护。
2018年末至2019年初，数千名塞尔维亚人走上街头抗议武契奇担任总统。抗议者指责武契奇和前进党腐败，并声称武契奇试图巩固自己的独裁地位，但武契奇否认这一点。2019年，自由之家的报告将塞尔维亚的自由地位从自由降至部分自由，原因是选举情况恶化，政府和盟国媒体继续试图通过法律骚扰和抹黑活动破坏独立记者，以及武契奇积累与其宪法角色相冲突的行政权力。

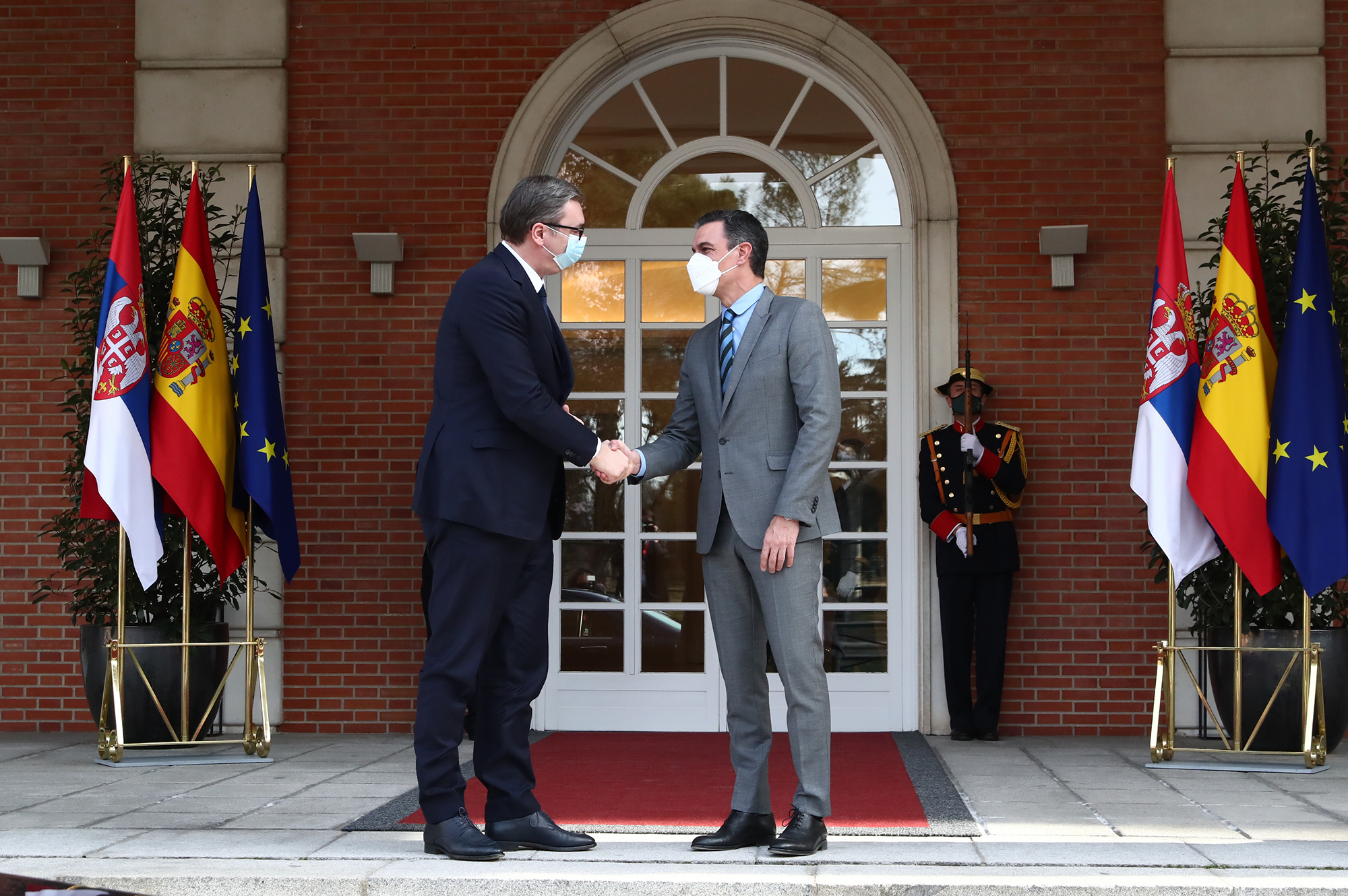
武契奇总统与西班牙首相佩德罗·桑切斯在西班牙进行正式访问期间合影（2022年）

2020年7月，武契奇宣布因COVID-19疫情重新实施封锁后，数千人举行抗议，指责政府在处理疫情方面出现失误，包括过早解除限制措施和淡化举行选举的风险。一些分析人士表示，自斯洛博丹·米洛舍维奇政权以来，他们从未见过抗议期间发生过警察暴力事件。
根据国际特赦组织2021年年度报告，武契奇任期内的行为包括侵犯人权、限制言论自由以及骚扰反对派人士、记者和媒体。
武契奇以塞尔维亚前进党总统候选人的身份参加2022年大选。他在第一轮选举中赢得58%的民众选票，连任总统职务。武契奇于2023年3月宣布成立人民争取国家运动。
继2023年5月贝尔格莱德校园枪击案、姆拉德诺瓦茨和斯梅代雷沃枪击案之后，塞尔维亚爆发了大规模反政府抗议活动，反对武契奇的统治。因此，武契奇承诺将在年底前提前举行國會選舉。
2023年5月26日，武契奇将塞尔维亚军队的战备状态提升至最高等级，并命令军队向科索沃方向紧急进发。同日，武契奇宣布他定于27日辞去塞尔维亚前进党主席职务，并将成立新的政治运动。

## 政策与观点

### 经济

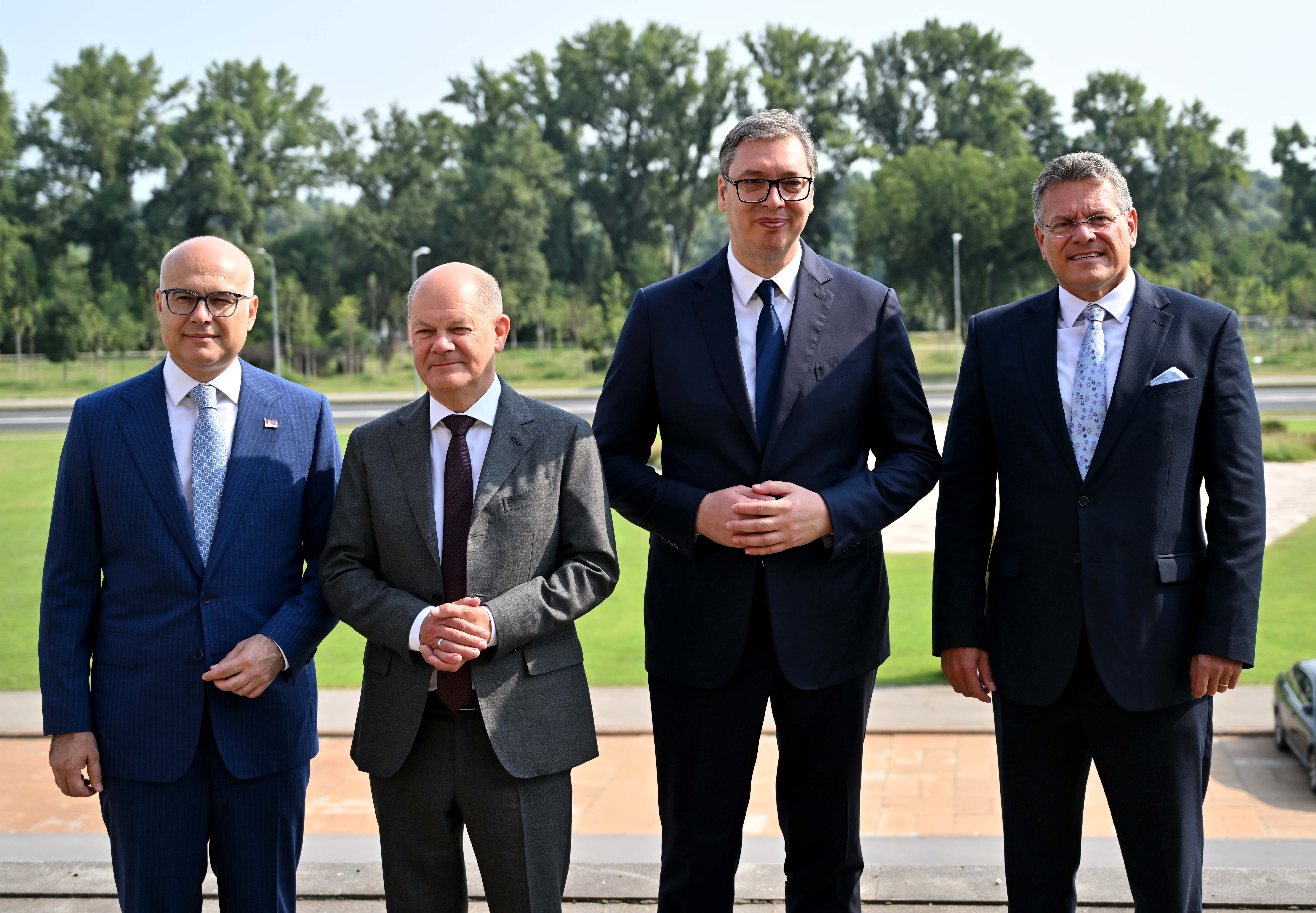
2024年7月19日，武契奇与德国总理奥拉夫·朔尔茨在贝尔格莱德会面

2014年当选总理后，武契奇推行紧缩经济政策，旨在减少塞尔维亚的预算赤字。武契奇的财政整顿政策主要针对公共部门的削减。其中一项措施是削减公共部门的养老金和工资，并禁止在公共部门继续就业。2015年2月23日，武契奇政府与国际货币基金组织达成了一项为期三年、价值12亿欧元的备用协议，作为一项预防措施，以确保该国的长期财政稳定。国际货币基金组织和欧盟都对这些改革表示赞赏，称这是国际货币基金组织有史以来最成功的计划之一。塞尔维亚的GDP和工资均超过2008年危机前的水平，经济前景良好，GDP增长率超过3%，债务占GDP比率降至68%以下。

### 打击腐败和有组织犯罪
武契奇承诺要打击塞尔维亚的腐败和有组织犯罪。他还誓言要调查有争议的私有化以及大亨和前政府成员之间的关系。
另一方面，透明国际的数据显示，自2012年武契奇上台以来，腐败现象明显增加。根据调查新闻中心的研究，反腐败斗争实际上是媒体公告和镜头前的逮捕。“随后是大量刑事指控，起诉书明显减少，定罪则更少”。
2023年5月，《纽约时报》刊登了记者罗伯特·F·沃斯的一篇文章，其中描述了武契奇与塞尔维亚有组织犯罪团伙，特别是其头目韦利科·贝利武克之间的所谓联系。文章详细描述了贝利武克犯罪团伙犯下的罪行，以及法庭记录，其中贝利武克表示他曾与武契奇会面，直接在武契奇手下工作，并提供恐吓政治对手等服务。武契奇称这些指控是“谎言”，声称这篇文章是数月前中情局命令他发送信息，并且是在贝尔格莱德写的；沃斯否认了这些指控。

### 欧盟与移民政策
武契奇曾表示，塞尔维亚将与欧盟合作解决从中东经巴尔干路线进入欧盟成员国的移民潮问题，塞尔维亚将准备接收部分移民。他在Twitter上写道：“塞尔维亚将接收一定数量的移民。这使我们比一些成员国更欧洲化。我们不建围墙”，同时批评一些欧盟成员国的移民政策。

### 科索沃问题
武契奇是塞尔维亚加入欧盟谈判过程中的关键政治人物之一，他前往布鲁塞尔与欧盟外交高级专员阿什顿进行会谈，并前往北米特罗维察代表塞尔维亚政府和科索沃政府讨论政治解决方案的细节。武契奇访问北科索沃期间，为了争取对布鲁塞尔斡旋的协议的支持，他敦促科索沃塞族人“放下过去，思考未来”。

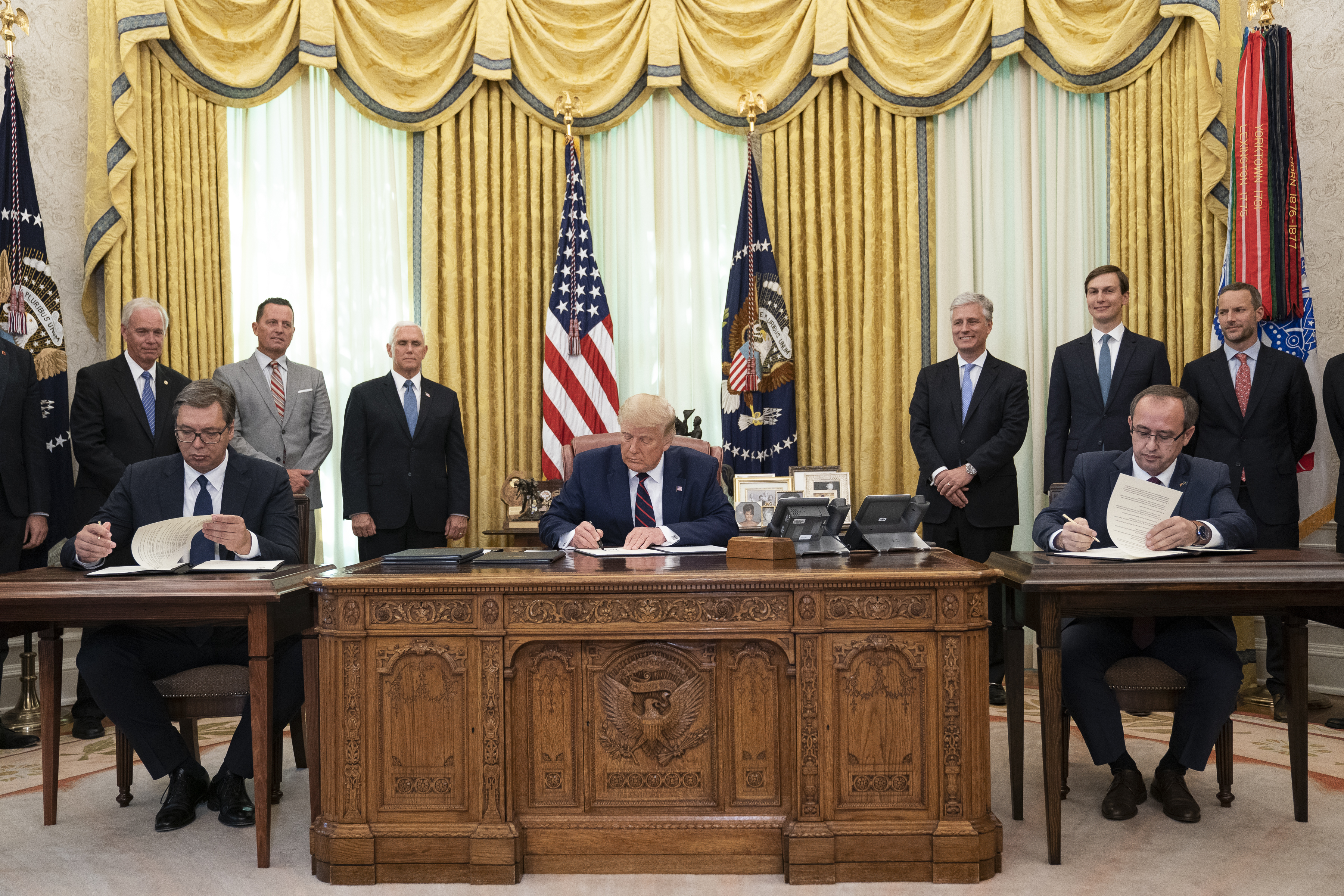
武契奇（左）、美国总统唐纳德·特朗普（中）和科索沃总理阿夫杜拉·霍蒂（右）在白宫签署科索沃和塞爾維亞的經濟正常化協議

2017年，武契奇就科索沃问题和加泰罗尼亚地区问题批评欧盟及其他西方国家“采取截然不同的态度，表现出虚伪和双重标准”。2018年9月，武契奇在对科索沃塞族人的演讲中表示“斯洛博丹·米洛舍维奇是一位伟大的塞尔维亚领导人，他有着最好的意图，但我们的结果却更糟糕。”报道称，武契奇主张科索沃分治，他称之为“与阿尔巴尼亚人进行种族划分”。
2019年5月27日，在塞尔维亚议会关于科索沃的特别会议上，武契奇表示“我们必须认识到我们已经失败了……我们失去了这片领土。”同时还批评“大国的无原则态度”和“没有人对成立大阿尔巴尼亚的公告作出反应”。他表示，塞尔维亚不再控制科索沃，需要通过未来在该国举行的全民公投就此问题达成妥协。武契奇与塞族名单关系密切，曾邀请科索沃塞族人在选举中投票给该政党。
2020年1月20日，塞尔维亚和科索沃同意恢复两国首都之间的航班，这是20多年来的首次。该协议是经过数月的外交谈判后达成的，美国驻德国大使理查德·格雷内尔于前一年被唐纳德·特朗普总统任命为塞尔维亚-科索沃关系特使。武契奇对这项航班协议表示欢迎，并在Twitter上向美国外交官表示感谢。
2020年9月4日，塞尔维亚和科索沃在美国总统唐纳德·特朗普的见证下，在华盛顿特区白宫签署一项协议。除经济协议外，塞尔维亚还同意从2021年6月起将其驻以色列大使馆从特拉维夫迁至耶路撒冷，以色列和科索沃同意相互承认。

### 开放巴尔干

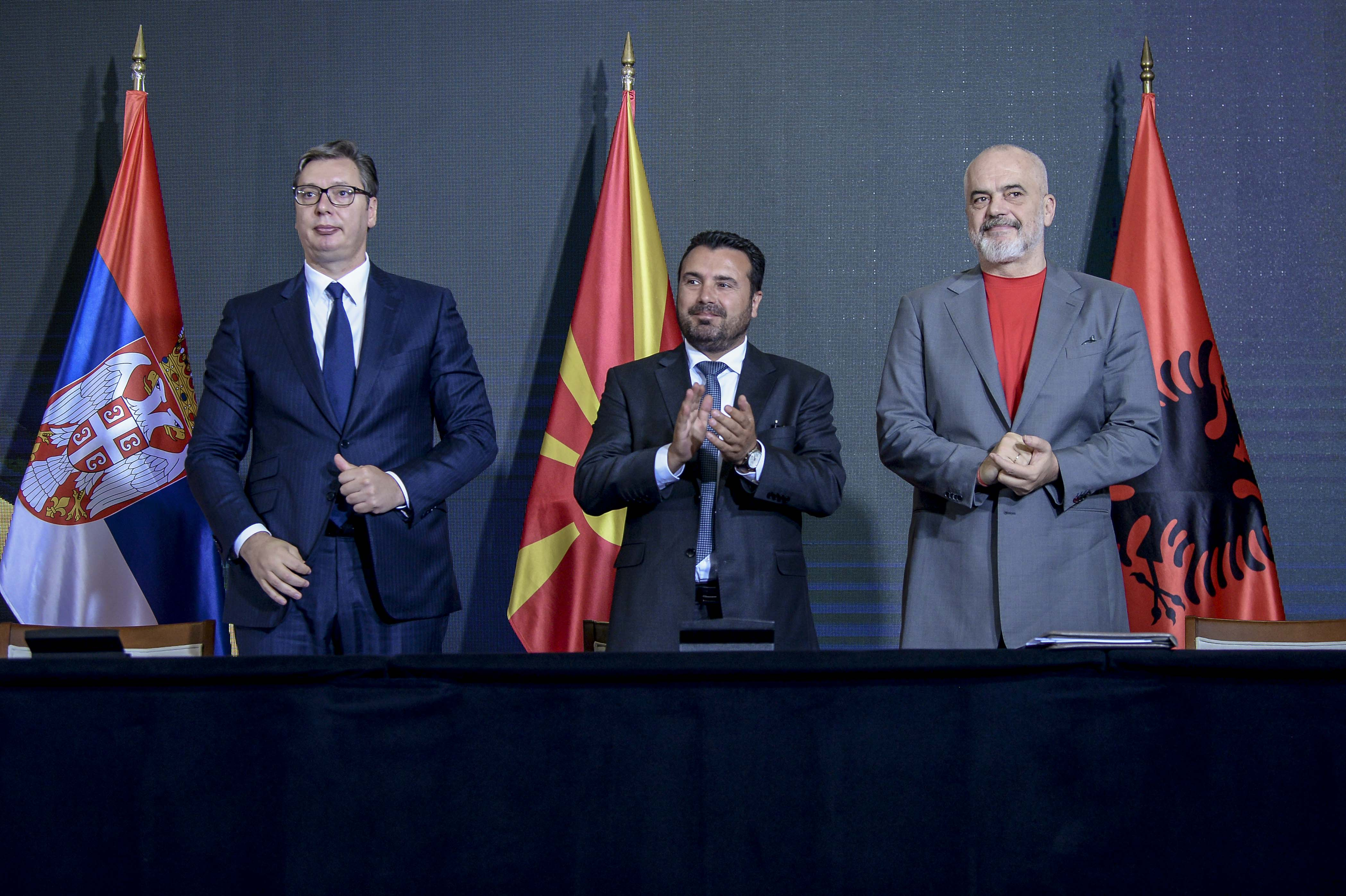
2021年的开放巴尔干峰会

2019年10月10日，武契奇与阿尔巴尼亚总理埃迪·拉马和北马其顿总理佐兰·扎埃夫签署迷你申根（现称为开放巴尔干）区域经济合作协议，包括三国之间货物、资本、服务和劳动力的自由流动，同时等待欧盟扩大的进展。一个月后，领导人提出一系列实现“四大自由”的建议和朝着这些建议迈出的第一步，其中包括开放边境地区的可能性。12月，三位领导人还会见黑山总统米洛·久卡诺维奇，为该国加入该区创造可能性。继2020年科索沃和塞尔维亚达成经济协议后，双方承诺加入迷你申根区。

### 外交

#### 对克罗地亚关系
2007年，武契奇表示，伏伊伏丁那克罗地亚人民主联盟是克罗地亚民主联盟的一个分支机构。2008年，随着塞尔维亚前进党的成立，武契奇表示，大塞尔维亚的目标是占领克罗地亚领土至拟议的维罗维蒂察-卡尔洛瓦茨-卡尔洛巴格线——“是不切实际和愚蠢的”。克罗地亚报纸《Jutarnji list》在一篇报道中声称，武契奇的家人在第二次世界大战期间没有被杀害。对此武契奇回应说，这些都是“残酷的谎言和对他家人的攻击”。
2015年至2016年，克罗地亚与塞尔维亚的关系因持续的移民危机而进一步受到影响，克罗地亚决定关闭与塞尔维亚的边境。2015年9月，克罗地亚禁止来自塞尔维亚的所有货运，原因是来自塞尔维亚的移民大量涌入，此举进一步损害了两国之间脆弱的关系。针对这些行动，武契奇宣布，如果不能与克罗地亚达成协议，将采取反制措施。
2016年4月7日，克罗地亚拒绝支持欧盟委员会关于启动第23章（塞尔维亚加入欧盟谈判的一部分）的意见，从而有效阻止塞尔维亚的欧盟一体化进程。塞尔维亚指责克罗地亚阻碍其加入欧盟，武契奇表示，他的政府“对克罗地亚不支持塞尔维亚加入欧盟的决定感到震惊”。克罗地亚不同意塞尔维亚启动第23章谈判。2016年4月14日，欧盟委员会驳回克罗地亚在与塞尔维亚的争端中的论点。
2023年5月23日，武契奇指责克罗地亚试图推翻塞尔维亚政府。

#### 对俄关系

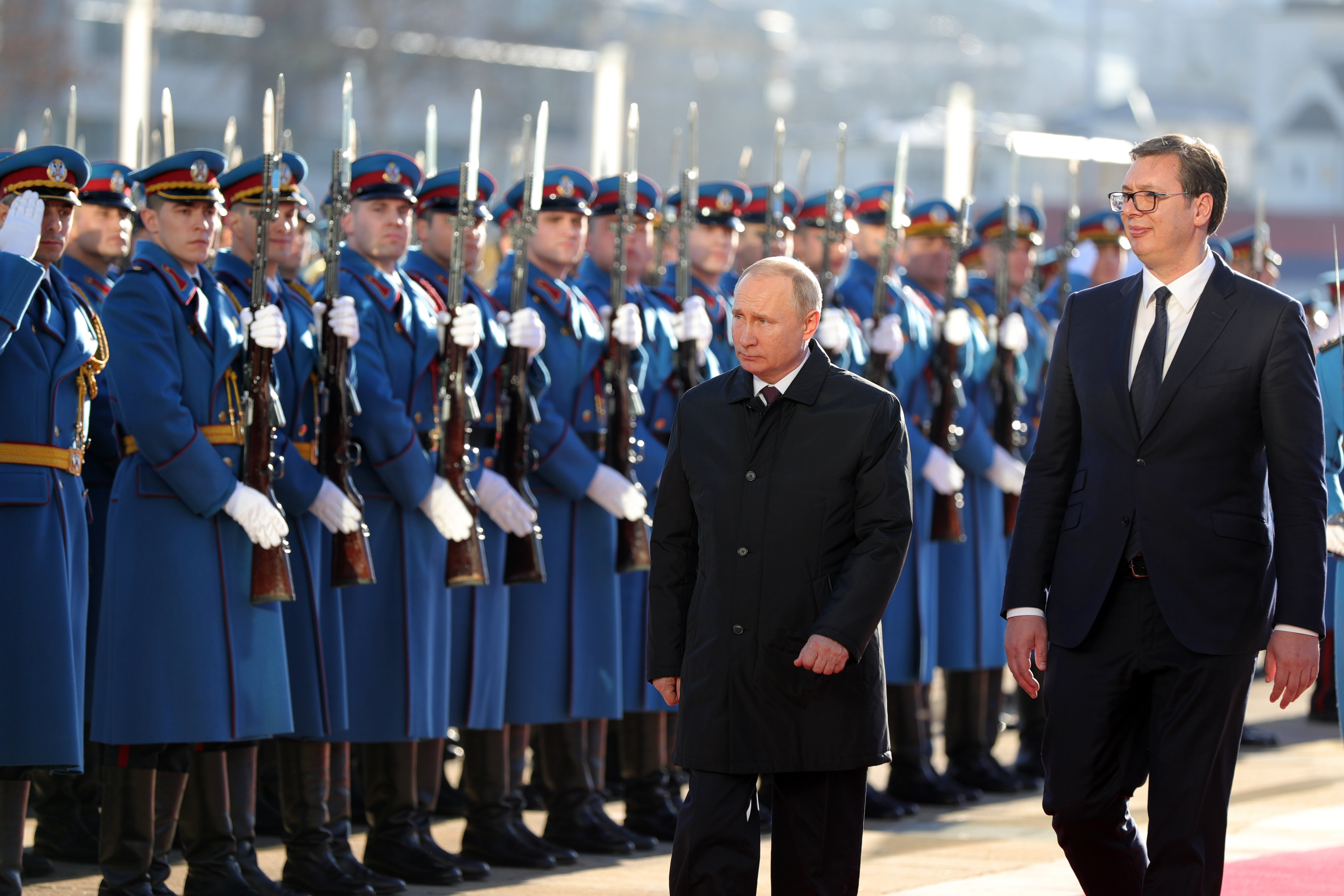
武契奇与访问塞尔维亚的俄罗斯总统弗拉基米尔·普京

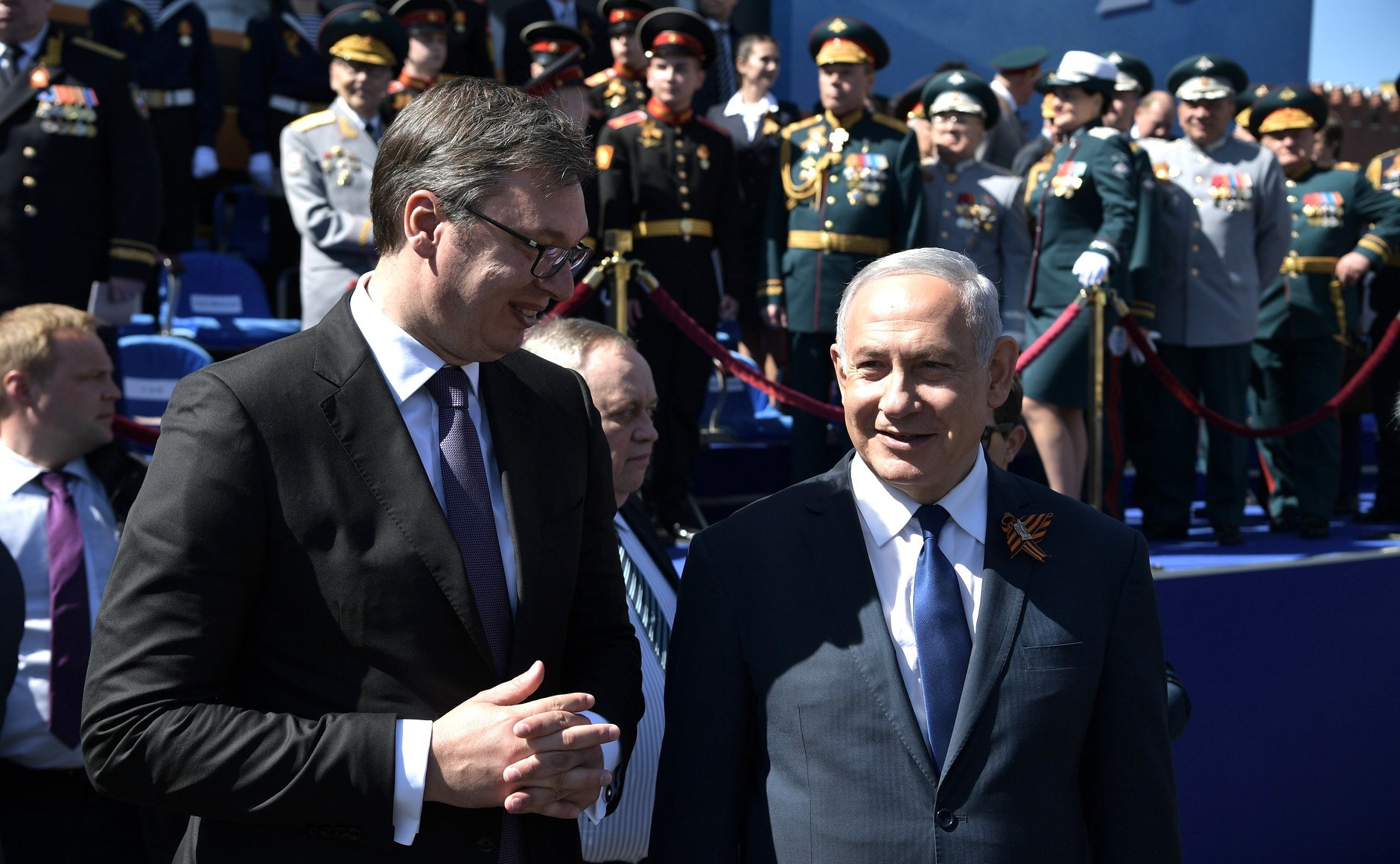
2018年莫斯科胜利日游行期间，武契奇与以色列总理本雅明·内塔尼亚胡的合影

武契奇一直保持着塞尔维亚与俄罗斯之间的传统良好关系，在乌克兰危机和克里米亚被吞并后，武契奇政府拒绝对俄罗斯实施制裁。武契奇曾多次宣布，塞尔维亚将继续致力于融入欧洲，但同时也将与俄罗斯保持历史性关系。武契奇在会见俄罗斯总理德米特里·梅德韦杰夫后表示：“我们是拒绝对俄罗斯实施制裁的欧洲国家之一，这证明了我们对俄罗斯的真诚和友好态度”，“塞尔维亚将在未来继续奉行这一政策。”
在武契奇任职期间，塞尔维亚继续扩大与俄罗斯的经济联系，特别是增加塞尔维亚对俄罗斯的出口。2016年初，在与俄罗斯副总理德米特里·罗戈津会晤后，武契奇宣布塞尔维亚有可能通过购买俄罗斯导弹系统来加强与俄罗斯的军事合作。
2017年12月，武契奇以塞尔维亚总统身份首次对俄罗斯进行正式访问。武契奇对俄罗斯保护塞尔维亚国家利益表示感谢，并表示：“塞尔维亚永远不会对俄罗斯联邦实施制裁（针对俄乌战争期间的国际制裁）”。访问期间，他重点讨论加强军工和能源领域的合作。
2022年2月25日，武契奇表示，塞尔维亚不会在俄罗斯入侵乌克兰期间对俄罗斯实施制裁。
2024年2月24日，克罗地亚外交部长戈尔丹·格利奇-拉德曼在接受N1采访时将武契奇描述为俄罗斯在巴尔干半岛的“卫星”，并补充说武契奇必须决定是站在俄罗斯一边还是站在欧盟一边，“因为同时坐在两把椅子上是不可能的，而且不舒服”。武契奇否认了这一指控，称格利奇-拉德曼“粗暴地干涉塞尔维亚的内政，但他一如既往地撒谎、侮辱塞尔维亚人民并威胁其公民”。塞尔维亚外交部发表抗议照会，称希望克罗地亚官员“不要发表干涉塞尔维亚内政的言论，并将引领两国和解与睦邻友好的政策”。

#### 对美关系

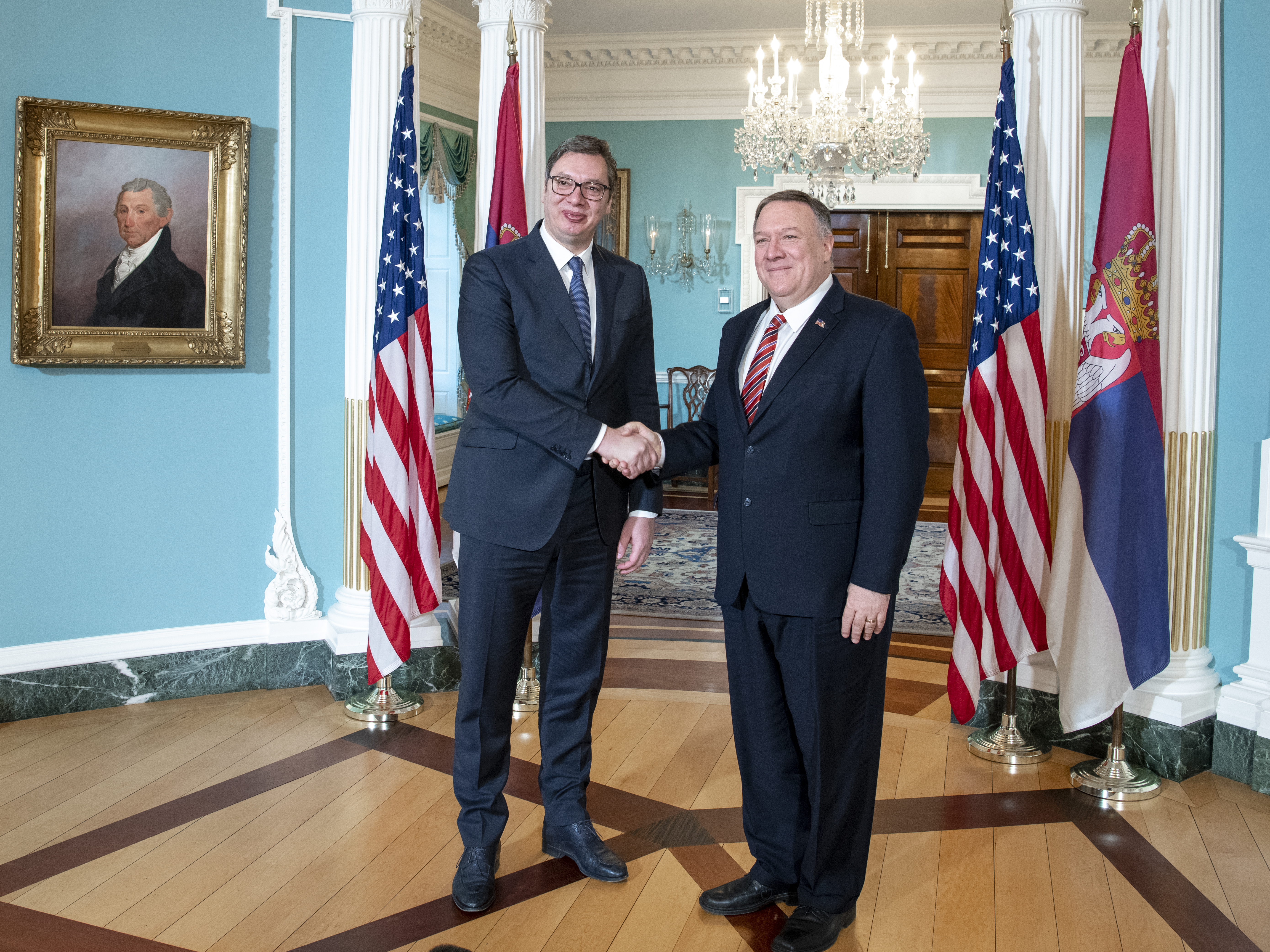
2020年，武契奇与美国国务卿迈克·蓬佩奥在华盛顿双边会晤前向记者发表讲话

2017年7月，武契奇访问美国，期间会见美国副总统迈克·彭斯，讨论美国对塞尔维亚加入欧盟的努力的支持、继续改革的必要性以及进一步推进与科索沃关系正常化。美国国家安全顾问约翰·博尔顿提到塞尔维亚和科索沃之间拟议的土地交换安排时表示，美国不会反对科索沃和塞尔维亚之间进行领土交换以解决双方长期存在的争端。美国国务院继续坚持认为，塞尔维亚和科索沃关系全面正常化“对地区稳定至关重要”。武契奇此前亦如此表述。

#### 对华关系
武契奇寻求与中华人民共和国建立更紧密的合作，曾以“患难见真情”形容中塞关系。他曾于2016年、2018年、2019年和2022年会见中国国家领导人、中共中央总书记习近平。2018年8月6日，武契奇在接受中国媒体访问时称“一带一路”倡议是一项促进世界稳定的倡议。同年9月18日，武契奇以塞尔维亚总统的身份出席了在中国大陆举办的夏季達沃斯论坛，并会晤了中共中央总书记习近平和中国国务院总理李克强。2022年，武契奇应习近平之邀出席北京冬奥会开幕式，习近平在会见武契奇时，称中塞为“铁杆朋友”。
2020年3月15日，武契奇宣布塞尔维亚因2019冠状病毒病疫情进入国家紧急状态，将禁止外国人入境，但他表示中华人民共和国医护人员不在禁止入境名单之列，因为“中国是目前唯一能帮助塞尔维亚的国家”；3月21日，中国援塞6人专家医疗队抵达塞尔维亚。武契奇亲自接机，并亲吻中华人民共和国国旗，数次流下感动的泪水，以示在塞尔维亚困难时期得到中华人民共和国支持与帮助的深深谢意。2021年，武契奇会见中国国务委员兼外交部长王毅后，他确保中国向塞尔维亚提供个人防护装备和科兴疫苗，帮助其抗击疫情，使塞尔维亚的COVID-19疫苗接种率在欧洲领先。
2023年10月，武契奇与中国政府代表签署一项自由贸易协定。2024年2月，武契奇在接受中国中央电视台《高端访谈》采访时，在10秒钟内就台湾问题上的立场作出回应：“台湾是中国的一部分，至于用什么方式、在什么时间、如何解决，中国自主决定，就这么简单”。之后的2月29日，武契奇在出席一场名为“西巴尔干增长与融合计划区域峰会”的活动上，有记者声称他在台湾问题上的立场“将使塞尔维亚付出沉重代价”，他随后用2秒回答“台湾是中国的”以坚持立场。
中国内地网民也因谐音称他为“577”，他自己在给中国人民的感谢信，签名也签上了“577”。

### 媒体管制
2014年，欧安组织媒体自由代表杜尼娅·米亚托维奇向武契奇信函称，对压制媒体的行为表示关注，武契奇对此予以否认，并要求欧安组织道歉。根据2015年自由之家的报告和2017年国际特赦组织的报告，媒体和记者在批评武契奇政府后面临压力。塞尔维亚媒体也严重依赖广告合同和政府补贴，这使得记者和媒体面临经济压力，如付款违约、终止合同等。2014年，四档热门政治脱口秀电视节目被取消，其中包括奥利亚·贝克维奇主持的著名政治脱口秀《本周印象》（Utisak nedelje），该节目已播出24年，以批判性审查历届政府而闻名。在武契奇上任后的第一份报告中，欧盟委员会对言论自由权的充分行使条件恶化表示担忧。报告称，自我审查的趋势日益增长，同时编辑政策受到不当影响。2016年和2018年发布的报告指出，言论自由权的充分行使条件未有改善。2016年7月，执政党组织了一次批评政府的新闻文章和社交媒体帖子展览，并将其标记为“谎言”，称他们想要记录错误的攻击并证明没有官方审查。2017年，自由之家报告称，塞尔维亚是所有国家和地区中新闻自由度单年下降幅度最大的国家之一。报告强调，武契奇试图将批判性媒体排挤出市场，并抹黑少数有资金和毅力继续工作的记者。有评论称，武契奇建立了个人崇拜，大众媒体在其中发挥了重要作用。

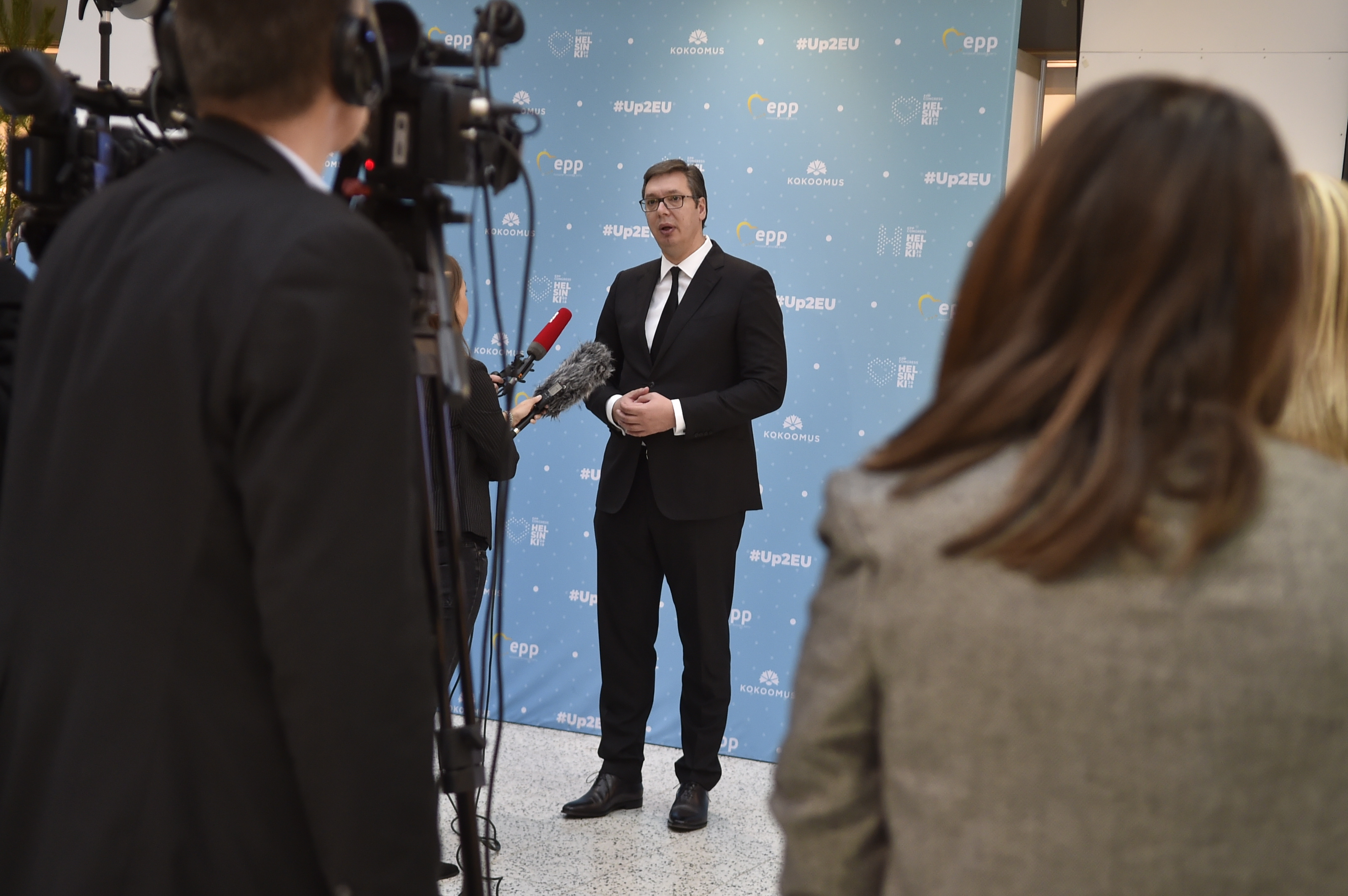
2018年，武契奇在赫尔辛基欧洲人民党代表大会期间与记者会面

一些观察家称，在2017年总统选举期间，武契奇在国家广播机构播出的时间是其他所有候选人总和的十倍，武契奇控制下的主流媒体一直在妖魔化大多数反对派总统候选人，而不给他们回应的机会。观察选举的组织强调，总统竞选期间武契奇在报纸和电子媒体上的出现是不成比例的，并补充说媒体已经失去了关键作用，它们已经成为一种政治宣传的手段。欧安组织的报告解释说，媒体普遍不愿批评或挑战执政当局，这大大减少了选民可获得的公正信息量。报告还提到，政府利用公共资源来支持武契奇。国际特赦组织和人权观察报告称，武契奇赢得选举后，总统就职典礼期间记者遭到骚扰和人身攻击。
在亚历山大·武契奇总统实际执政的五年内，塞尔维亚已成为一个新闻从业既不安全、也得不到国家支持的地方。针对媒体的攻击不断增加，包括死亡威胁，执政官员针对记者的煽动性言论也越来越多。——无国界记者
2018年，国际研究与交流委员会将塞尔维亚媒体状况描述为近代史上最糟糕的，媒体可持续性指数下降，原因是该国媒体出现了近20年来最两极分化的局面，假新闻增多，媒体面临编辑压力。委员会还指出，司法部门只有在媒体涉嫌侵犯当局和执政党权利的案件中才会及时作出反应。随着塞尔维亚记者面临越来越多的政治压力和恐吓，政府对媒体的控制也随之加强。2018年，塞尔维亚记者独立协会记录了十年来针对记者的袭击次数最多。据塞尔维亚调查新闻门户网站犯罪与腐败报道网络称，2018年，亲政府小报头版刊登了700多条假新闻。其中许多是关于针对武契奇的袭击和政变企图，以及弗拉基米尔·普京对他的支持信息。塞尔维亚最畅销的报纸是亲政府的小报《告密者》，该报经常将武契奇描绘成一个不断受到攻击的强势人物，同时还包含反欧洲内容和支持战争的言论。2019年11月，武契奇因心血管问题住院后，他的同事和亲政府媒体指责记者询问政府部长涉嫌腐败的问题，导致总统的健康状况恶化。欧洲委员会警告说，在发现武契奇的儿子与犯罪集团成员有联系后，调查机构成为国家抹黑运动的目标，而有组织犯罪和腐败报告项目报道称，武契奇“发誓要打击谎言”。2021年11月初，7名美国众议员指责武契奇深化腐败并向媒体施压。

#### 网络监控
自武契奇的政党上台以来，塞尔维亚出现了大量網路白目和社交网络页面，赞扬政府，攻击批评者、自由媒体和反对派。其中包括少数专门运营虚假账户的工作人员，也包括与极右翼布赖特巴特新闻网塞尔维亚特许经营权相关的Facebook页面。2020年3月26日，推特宣布已关闭一个由8,500个垃圾账户组成的网络，这些账户合谋撰写了4300万条推文，赞扬武契奇总统和其政党，推广与武契奇结盟的内容以提高其知名度和受欢迎程度，并攻击他的政治对手。

### COVID-19疫情应对措施
2020年3月9日晚，武契奇宣布将暂时禁止来自疫情严重地区和国家的居民入境塞尔维亚。3月15日，他宣布塞尔维亚进入国家紧急状态，将禁止外国人入境，且塞尔维亚人回国需要接受至少14天的强制隔离。他表示，塞尔维亚已经从中华人民共和国购买了500万个口罩用于国内防疫，并将寻求该国的医疗援助。武契奇还强调，困难来临之时，不能寄希望于欧盟。3月23日晚，武契奇表示，将在48小时内开始进行大规模核酸检测，覆盖更广泛的人群；将建立方舱医院，收治轻症患者。

## 批评与争议

### 个人形象

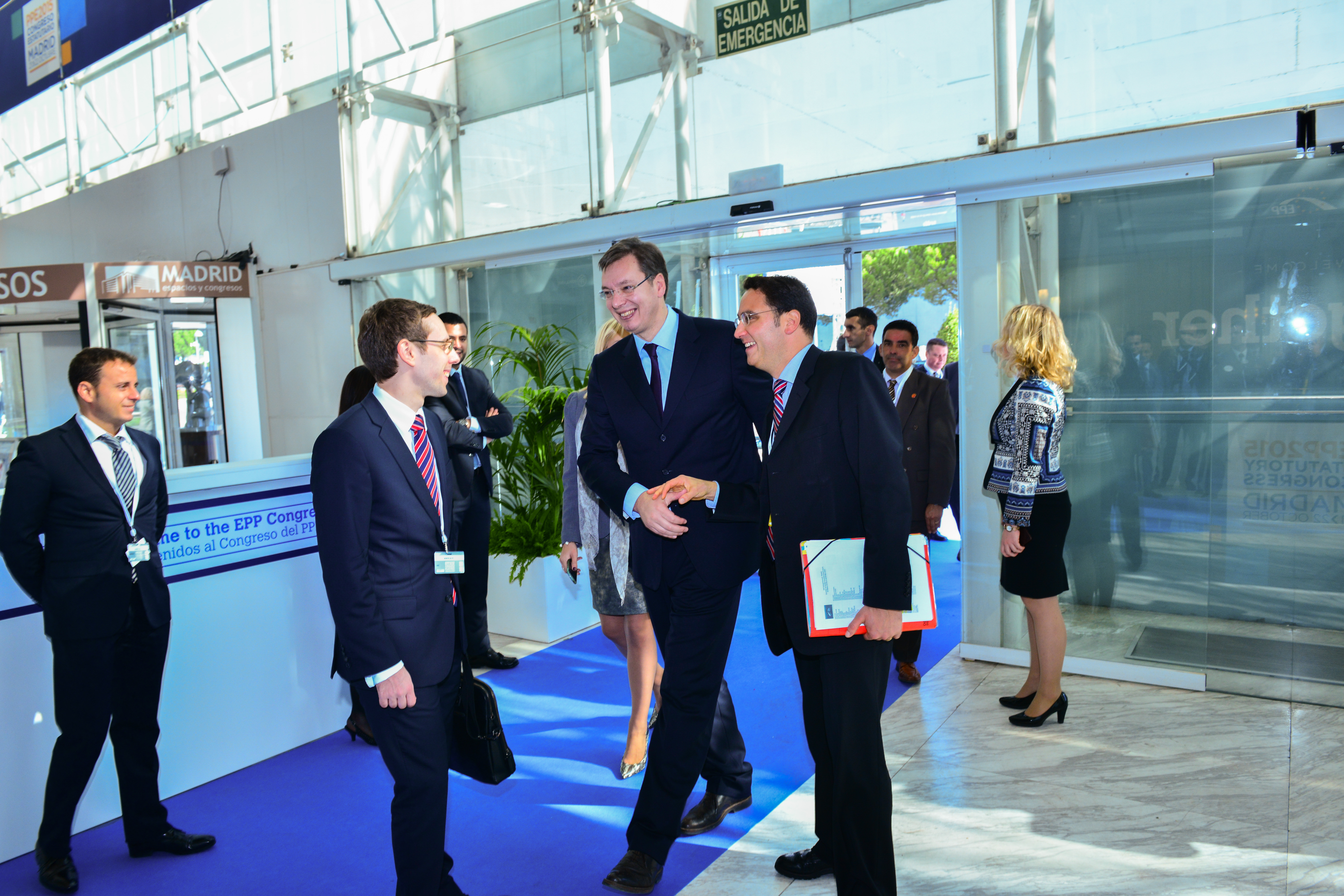
2015年，武契奇出席欧洲人民党马德里代表大会

一些人士将武契奇与欧洲政坛的其他强者进行比较，并如上所述，指责武契奇是独裁者。

### 大塞尔维亚
至2008年，武契奇公开支持大塞尔维亚意识形态，他表示大塞尔维亚意识形态有望延伸至维罗维蒂察-卡尔洛瓦茨-卡尔洛巴格线沿线的西部边界。1995年克罗地亚独立战争期间，武契奇在格利纳（当时由塞爾維亞克拉伊納共和國控制）表示，“塞尔维亚克拉伊纳”和格利纳永远不会成为克罗地亚的领土，巴诺维纳永远不会归还给克罗地亚，如果塞尔维亚激进党赢得选举，塞尔维亚人就会生活在大塞尔维亚。在21世纪初的另一次演讲中，武契奇将卡爾盧巴格、奥古林、卡尔洛瓦茨和维罗维蒂察称为“塞尔维亚城镇”，并表示“他们（激进党的批评者）为乌斯塔沙（指克罗地亚人）占领塞尔维亚土地而感到高兴，并想让我们塞尔维亚激进分子相信那不是塞尔维亚人的，我们在胡说八道。（……）塞尔维亚人需要属于我们的东西。”在脱离塞尔维亚激进党并成立塞尔维亚前进党后，武契奇表示他不再支持大塞尔维亚意识形态。
2020年9月1日，黑山总统米洛·久卡诺维奇指责武契奇和贝尔格莱德媒体干涉黑山内政，并涉嫌试图恢复“大塞尔维亚政策”。

### 斯雷布雷尼察大屠杀

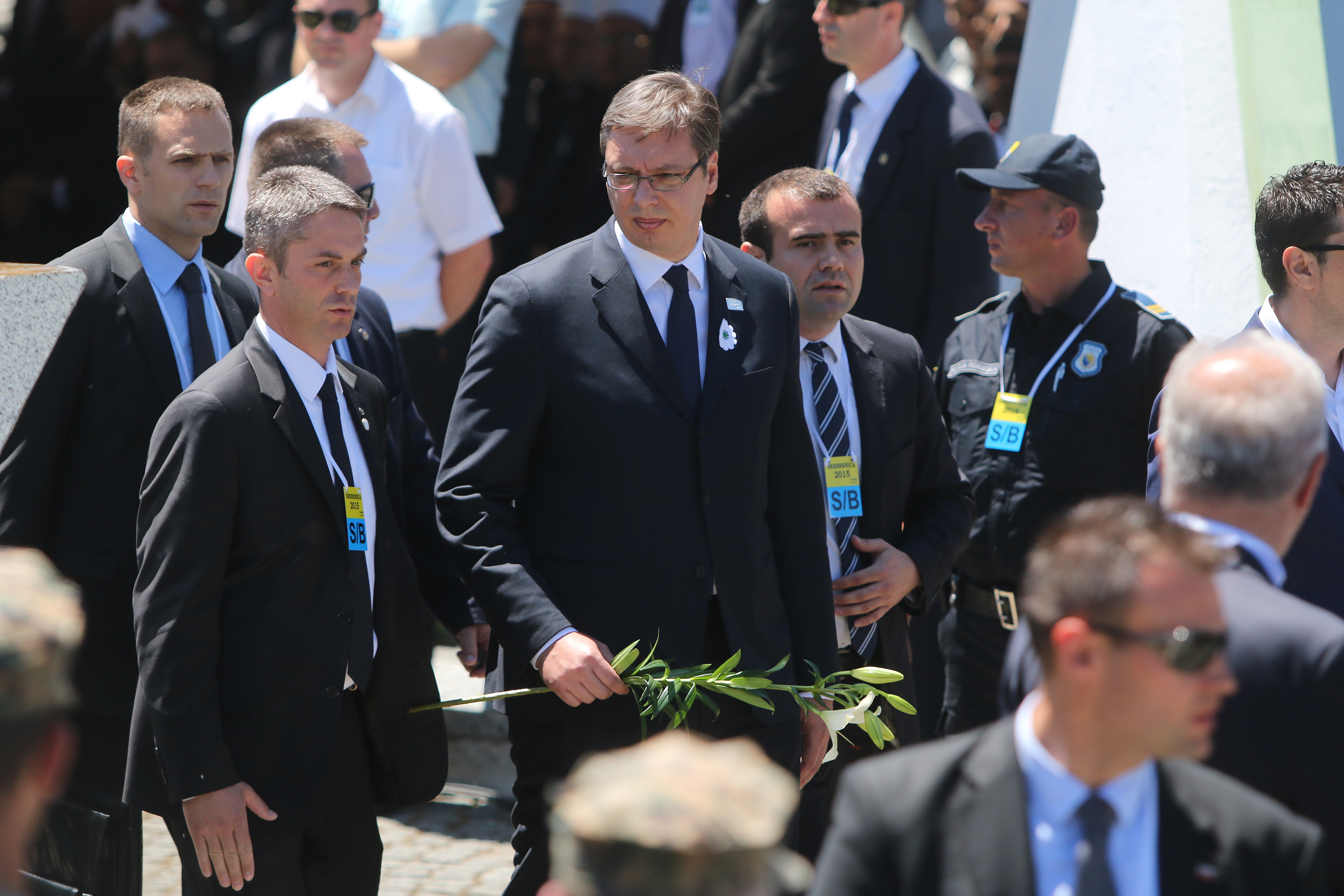
2015年7月11日，武契奇出席斯雷布雷尼察大屠杀20周年纪念活动

于斯雷布雷尼察大屠杀期间，8000多名波斯尼亚穆斯林被塞族共和国军和塞尔维亚准军事组织杀害。数天后，武契奇于1995年7月20日在塞尔维亚国民议会就北约轰炸塞族共和国军阵地发表评论时表示，“每杀死一名塞族人，我们就杀死100名穆斯林”。2015年，武契奇表示自己在1995年的言论“被断章取义”，“那句话的本质并非如此”。之后在出席斯雷布雷尼察大屠杀20周年纪念活动时遭到袭击，波斯尼亚和黑塞哥维那主席团办公室对此表示强烈谴责。
在退出沃伊斯拉夫·舍舍利领导下的激进党之前，武契奇公开庆祝并呼吁保护拉特科·姆拉迪奇，他是一名被判犯有战争罪、反人类罪和种族灭绝罪的军官。2007年，当姆拉迪奇仍在塞尔维亚逍遥法外时，武契奇散发了印有“姆拉迪奇将军的安全之家”的海报。在议会会议上，他表示，塞尔维亚议会将永远保护并成为将军的安全之家，塞尔维亚任何姓武契奇的房子都将保护和庇护姆拉迪奇。
同年，武契奇组织了一场街头抗议活动，将印有遇刺亲西方的塞尔维亚总理名字的路牌换成了“拉特科·姆拉迪奇大道”的路牌。这种破坏行为已经成为塞尔维亚极右翼团体在佐兰·金吉奇遇刺周年纪念日的频繁活动。
武契奇还参加过抗议逮捕后来被定罪的战犯的活动，其中包括维塞林·什利万卡宁、拉多万·卡拉季奇和时任其政党主席的沃伊斯拉夫·舍舍利。
2024年，武契奇谴责联合国大会决定每年纪念斯雷布雷尼察大屠杀。

### 斯拉夫科·丘鲁维亚
武契奇担任信息部部长期间，报道科索沃战争的著名记者斯拉夫科·丘鲁维亚在一次由政府支持的暗杀中被杀害。1999年，在暗杀发生之前，武契奇接受小报《争论》的头版采访，他在采访中表示“我将对斯拉夫科·丘鲁维亚在《每日电讯报》（丘鲁维亚持有的报纸）上发表的所有谎言进行报复”。2014年，武契奇向丘鲁维亚家人道歉，因为他们等待较长时间才将肇事者绳之以法，并感谢所有参与解决案件的人所做的工作。丘鲁维亚的同居配偶布兰卡·普尔帕表示，武契奇参与了谋杀，并且是迫害记者行为的始作俑者。

## 个人生活

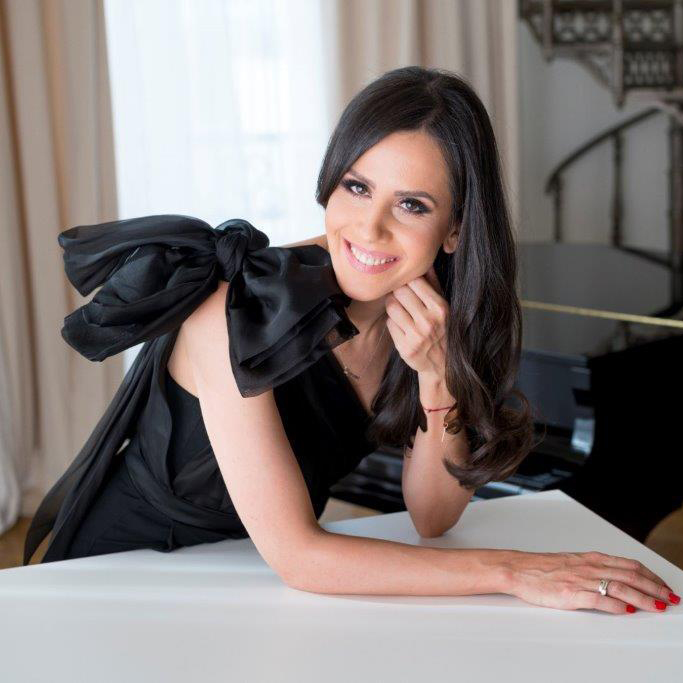
塔玛拉·久卡诺维奇，于2013年与武契奇结婚

武契奇身高198（6英尺6英寸），是世界上身材最高的领导人之一。
1997年7月27日，武契奇与记者克塞尼娅·扬科维奇结婚。两人离婚前育有两个孩子。扬科维奇于2022年1月29日去世。武契奇后来与塞尔维亚外交部外交官塔玛拉·久卡诺维奇结婚。2017年6月9日，武契奇就任总统一周后，他的妻子生下一子。
除塞尔维亚语外，武契奇还精通俄语、英语和德语。他在贝尔格莱德的一所高中学习俄语，每周第二天都会参加俄语课程来提高自己的知识水平。
在反对派时期，武契奇经常出现在热门电视节目中。2006年，武契奇成为塞尔维亚版《金字塔》第一季的冠军，这是一档在粉红电视台播出的带有竞争元素的脱口秀节目。他是第一位参加人道主义舞蹈比赛《Plesom do snova》（2009年）的政治人物，也是第一位客串深夜脱口秀节目《Veče sa Ivanom Ivanovićem》（2010年）的政治人物。他还担任巴尔干半岛著名音乐比赛《Zvezde Granda》第三季其中一集的客座评委。
2019年11月15日，武契奇因“心血管问题”被送往贝尔格莱德一家军医院住院。三天后，据报道他已出院。包括他的媒体顾问和贝尔格莱德副市长在内的一些人声称，他的健康问题部分是由于记者的压力。武契奇在住院后不久的新闻发布会上明确否认了这一点，并表示这些健康问题本质上是慢性的。
2020年4月8日，武契奇22岁的儿子达尼洛感染COVID-19，被送往贝尔格莱德传染病诊所。
2020年7月，武契奇成为贝尔格莱德体育与健康学院的一名学生，他的目标是在结束政治生涯后成为一名青少年篮球教练。一些塞尔维亚记者报道称，进入该学院的强制性条件是积极参加体育运动三年，但在武契奇入学后不久，该信息即从官方网站上删除。
2025年5月2日下午，武契奇在访美期间突然感到胸痛，血压异常升高，中断了访美行程，并取消了这几天的活动。5月3日下午1点，抵达贝尔格莱德军事医学院。下午5时，在心脏科医生丁西奇确认其状况稳定后出院。

## 荣誉

### 勋章
| 勋章 | 勋章                   | 国家（颁发者）                         | 日起           | 授勋地点             |
| ---- | ---------------------- | -------------------------------------- | -------------- | -------------------- |
|      | 塞族共和国勋章         | · → 塞族共和國                         | 2018年2月15日  | 巴尼亚卢卡           |
|      | 马卡里奥斯三世勋章     | 賽普勒斯                               | 2018年5月20日  | 尼科西亚             |
|      | 友谊勋章               |                                        | 2018年10月9日  | 阿斯塔纳             |
|      | 亚历山大·涅夫斯基勋章  | 俄羅斯                                 | 2019年1月17日  | 贝尔格莱德塞爾維亞宮 |
|      | 圣萨瓦骑士勋章         | 塞尔维亚正教会                         | 2019年10月8日  | 贝尔格莱德萨瓦中心   |
|      | 白獅勳章               | 捷克                                   | 2021年5月18日  | 布拉格               |
|      | 普奇尼尊者普罗霍尔勋章 | 塞尔维亚正教会                         | 2021年6月13日  | 弗拉涅               |
|      | 聖夏爾勳章             | 摩納哥                                 | 2022年2月22日  | 摩纳哥城             |
|      | 布达教区勋章           | 塞尔维亚正教会                         | 2023年8月19日  | 圣安德烈             |
|      | 斯洛伐克福音派教会勋章 | 塞尔维亚奥格斯堡信条斯洛伐克福音派教会 | 2023年12月13日 | 诺维萨德             |
|      | 匈牙利功绩勋章         | 匈牙利                                 | 2024年8月23日  | 布达佩斯             |

### 荣誉学位
| 年份   | 机构                   | 注释    |
| ------ | ---------------------- | ------- |
| 2017年 | 莫斯科國立國際關係學院 | [ 235 ] |
| 2018年 | 阿塞拜疆语言大学       | [ 236 ] |

### 荣誉市民
| 国家     | 荣誉                     | 日期           |
| -------- | ------------------------ | -------------- |
| 塞爾維亞 | 莱斯科瓦茨荣誉市民       | 2013年10月10日 |
| 塞爾維亞 | 新帕扎尔荣誉市民         | 2015年4月20日  |
| 塞爾維亞 | 克鲁帕尼荣誉市民         | 2015年7月24日  |
| 塞爾維亞 | 斯夫爾利格荣誉市民       | 2017年5月8日   |
| 塞爾維亞 | 洛兹尼察荣誉市民         | 2018年6月16日  |
|          | 特雷比涅荣誉市民         | 2018年10月22日 |
|          | 德瓦尔荣誉市民           | 2019年7月21日  |
|          | 索科拉茨荣誉市民         | 2019年7月29日  |
| 塞爾維亞 | 亚历山德罗瓦茨荣誉市民   | 2020年2月7日   |
|          | 巴尼亚卢卡荣誉市民       | 2021年4月22日  |
| 塞爾維亞 | 沙巴茨荣誉市民           | 2021年4月22日  |
| 塞爾維亞 | 斯梅代雷沃帕蘭卡荣誉市民 | 2021年6月28日  |
| 塞爾維亞 | 兹韦钱荣誉市民           | 2021年7月12日  |
| 塞爾維亞 | 瓦列沃荣誉市民           | 2021年7月28日  |
| 塞爾維亞 | 亚戈迪纳荣誉市民         | 2021年9月29日  |
| 塞爾維亞 | 雷科瓦茨荣誉市民         | 2021年10月17日 |
|          | 格拉迪什卡荣誉市民       | 2022年4月18日  |
| 塞爾維亞 | 上米拉诺瓦茨荣誉市民     | 2023年4月23日  |
| 塞爾維亞 | 克拉多沃荣誉市民         | 2023年4月27日  |
| 塞爾維亞 | 苏博蒂察荣誉市民         | 2023年7月6日   |
| 塞爾維亞 | 谢尼察荣誉市民           | 2023年8月16日  |
| 塞爾維亞 | 普里耶波列荣誉市民       | 2024年7月7日   |
|          | 斯塔纳里荣誉市民         | 2024年8月27日  |

### 其他
- 雅典市金质功绩勋章[263]
- 锡安之友奖[264]
- 巴尼亚卢卡之匙（2021年）[265]
- 乔尔杰·斯特拉蒂米罗维奇大十字勋章（2021年）[266]
- 希波克拉底奖章，表彰其对医疗保健进步的贡献，2022年由伏伊伏丁那医师协会颁发[267]
- 塞尔维亚安全情报局（英语：Security Intelligence Agency）一级金质功绩勋章（2024年）[268]